# Arabsalim
Arabsalim (Arabe: عربصاليم) ou Arab Saleem est une municipalité appartenant au district du Nabatiyeh, au sud-Liban. 
Ce village est distinctif de ses voisins, étant reconnu depuis longtemps pour ses paysages naturels enchantants,  ainsi que la qualité de l'agriculture qui y est pratiquée, notamment celle de l'olive. Sur sa superficie de 5 500 km s'étalent les maisons de sa population, supérieure à 9 500 habitants. Sur ce paysage figurent aussi les nombreux étendus de champs d'oliviers et d'arbres divers. Arabsalim appartient à la région de Jabal ‘Amel. Elle se trouve à 11 km de la ville de Nabatiyeh et à 87 km de Beyrouth, sur une altitude de plus de 600 m. Au bas de cette localité débute la rivière du Zahrani, qui s'étend vers l'ouest. Le village est bordé à l'est par le mont « Al-rafi'a » (Arabe: الجبل  الرفيع). 
Arabsalim est un témoin manifeste de toutes les guerres qui ont déjà dévasté le Sud-Liban, étant un des villages victimes de l'occupation israélienne, de 1982 jusqu'en 2000, et un souffre-douleur du conflit israélo-libanais de 2006. Au cours des nombreux combats, la municipalité a envisagé diverses pertes, tant humaines que matérielles. Ces évènements ont laissé leurs traces sur les lieux, entre autres l'insécurité des terres causée par les mines explosives implantées par l'armée israélienne lors des guerres.

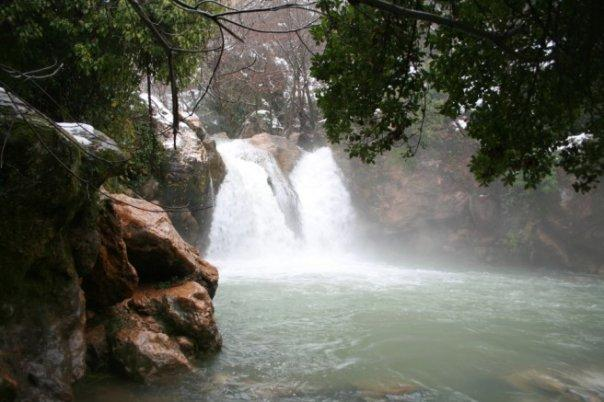
Riviere du kharkhar, Arabsalim

Plusieurs membres, voire familles entières du village, sont impliqués dans les partis politiques de l’opposition libanaise. Le parti le plus soutenu par ces citoyens est le mouvement Amal, étant le plus ancien. Plusieurs familles ont perdu des membres impliqués dans ce parti durant les guerres ; de nombreuses vies furent sacrifiées durant de longues années de lutte, ce qui explique la fidélité des gens envers le mouvement Amal. 
L’autre branche de la municipalité prendrait position avec le Hezbollah, parti complice du mouvement Amal. Ce groupe a également offert sa grande implication et a présenté de multiples martyres pour mettre fin à l’occupation, surtout durant les conflits les plus récents. Les deux mouvements travaillent toujours côte à côte lors des moments de guerre et d’affront.
Le village est bombardé par l'armée israélienne en 2024. Le 15 novembre, une frappe fait six morts, dont quatre secouristes.

## L'origine du nom
Arabsalim tire son nom de l'arabe. Dans ce mot, arab (عرب) signifie « peuple ». Salim (صاليم) est le nom d'un prophète israélite qui selon le bouche-à-oreille a vécu sur ce territoire et dont la tombe se retrouve aujourd'hui sous la mosquée principale du village. Celle-ci fut bâtie par-dessus le monument après le tremblement de terre de 1956 au Liban.
Dans le temps où cette terre était inoccupée, des paysans s’y rendaient afin de visiter la tombe du prophète mentionné. Ils finirent par s’y établir, ainsi fondant le village. On les appela donc 
Arabsalim (« peuple de Salim »). 

## Sites historiques

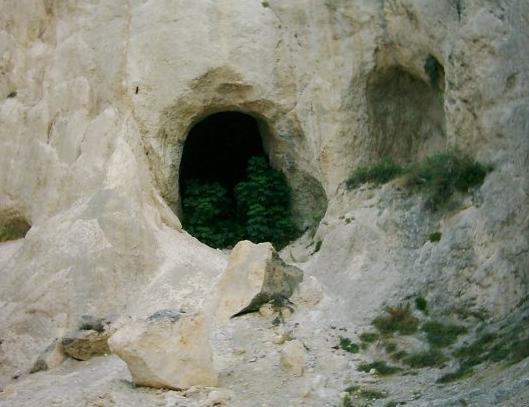
Arabsalim Grotte

Les plus anciens vestiges trouvés à Arabsalim remontent à l’époque de l’occupation romaine; entre autres le pont de la reine Zoubayda, femme du calife Hâroun ar-Rachîd, qu’elle-même avait demandé de construire afin de traverser le cours Al-tassi qui sépare le village de la municipalité de Habbouche.
Nous y trouvons également la grotte Al-dardariyeh, où furent trouvés des armes et des outils en argile datant de l’empire romain. Le site de Kal’at-al-mared (château du génie) date du règne des abbassides. 

## Aujourd’hui
Arabsalim comprend aujourd’hui trois mairies et deux écoles publiques modernes, dont la première bâtie au début des années 1930. Le village comporte également deux terrains de football, une usine de recyclage, trois mosquées et plusieurs cafés, restaurants et boutiques. L’arrondissement fut nouvellement enregistré comme zone touristique par le ministère du tourisme libanais.